# Günther Schuller
Günther Schuller (n. 10 octombrie 1904, Brașov, Comitatul Brașov, Austro-Ungaria – d. 14 iulie 1995, Brașov, România) a fost un arhitect și inginer brașovean, laureat al Premiului Herder.

## Date biografice
Günther Schuller s-a născut la Brașov în data de 10 octombrie 1904, fiul cel mai mare al arhitectului Albert Schuller. A studiat la Liceul Honterus din localitatea natală, apoi a urmat cursurile Universității Tehnice din München, ca și tatăl său, între anii 1923 și 1929, primind la absolvire titlul de inginer-arhitect.

## Viața și activitatea
Revenit la Brașov după terminarea studiilor, Günther Schuller a lucrat în biroul de arhitectură al tatălui său, proiectând case și vile, majoritatea în zona Livada Poștei. Din 1937 a început să se ocupe de lucrările de restaurare și consolidare de la Biserica Neagră începute de părintele său, Albert Schuller. Aceste lucrări au fost întrerupte odată cu declanșarea celui de-Al Doilea Război Mondial, la care Günther Schuller a luat parte între anii 1941 și 1944. După terminarea războiului a fost deportat în Uniunea Sovietică, în lagăre de muncă, unde, în urma unui accident, și-a pierdut brațul drept.
După eliberarea din lagăr în anul 1948, anul morții tatălui său, Günther Schuller s-a reîntors la Brașov și a învățat să lucreze cu brațul stâng, ceea ce i-a permis să-și continue meseria de arhitect.

Casa Armatei Brașov

Între anii 1948 și 1962, a fost șef de șantier la T.R.C.L. (Trustul Regional de Construcții Locale) și la Trustul 5 din Brașov. În această calitate a supravegheat lucrările de finisaje de la Teatrul de Stat din Brașov, la Casa Armatei, construită după proiectul prof. arhitect Constantin Iotzu, lucrările de restaurare a vechiului „Generalsquartier” din Piața Sfatului (între 1956-1958) și a Casei negustorilor (1961-1962). Tot în acea perioadă, a fost și diriginte la lucrările noului sediu al Institutului Proiect Brașov. Arhitectul Günther Schuller a fost apoi șef de departament la Direcția de sistematizare, arhitectură și proiectare a clădirilor între anii 1963 și 1968. Devenit din nou șef de șantier în anii 1969-1970, a fost responsabil cu restaurarea monumentelor de arhitectură ale orașului Brașov. Din 1970 s-a ocupat în principal de restaurarea Bisericii Negre, lucrare la care participase încă din anul 1937, dar a supravegheat în paralel și restaurarea Porții Ecaterina (1971-1974), a Turnului Alb (1974-1975), a Bastionului Graft (1976), a Porții Schei, Aleea „După ziduri” și a altor secțiuni ale fortificațiilor medievale ale Brașovului. De asemenea a supravegheat lucrările de restaurare ale fostei Bănci Naționale Săsești, clădire proiectată și construită de tatăl său, Albert Schuller.

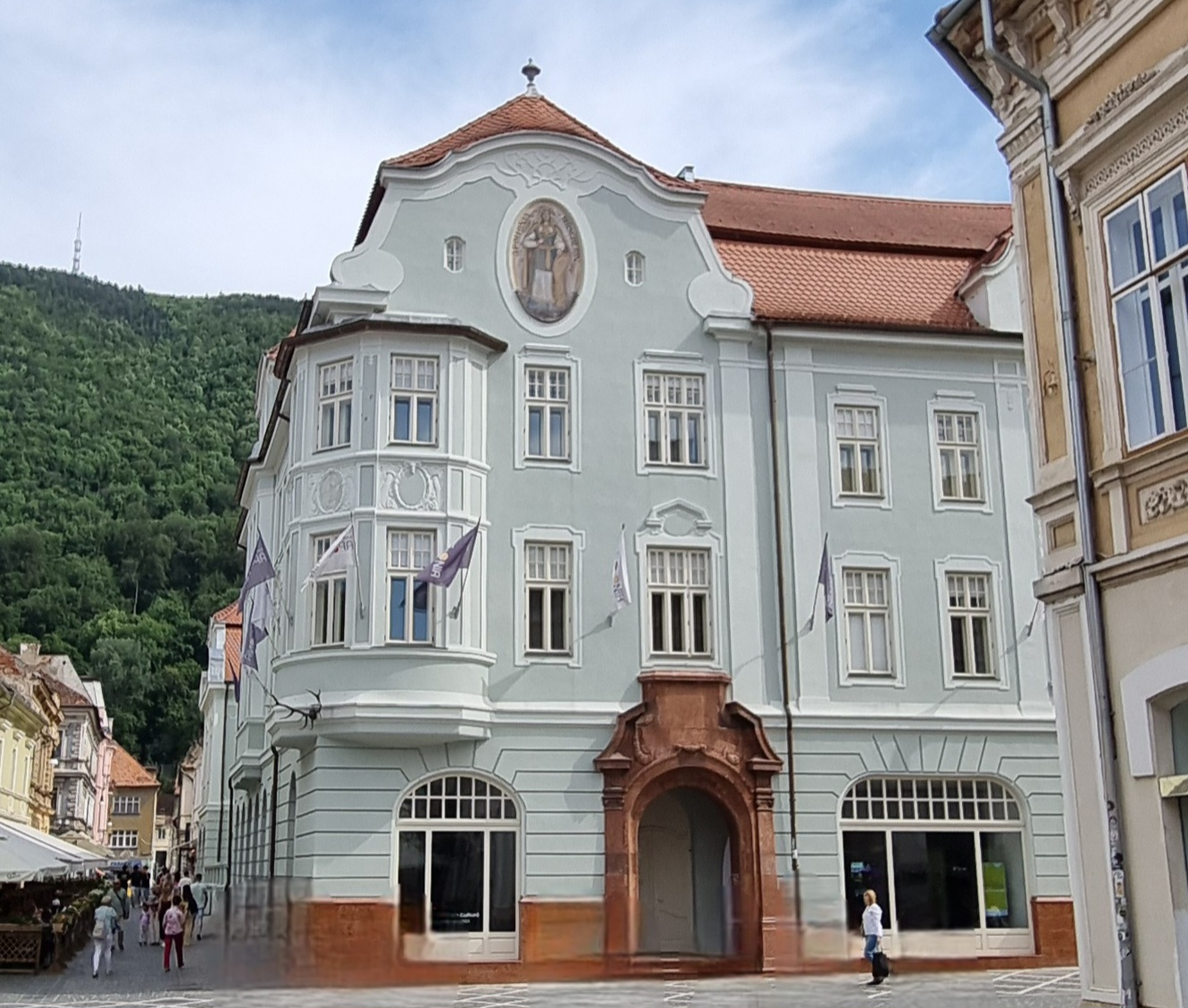
Fosta Bancă Națională Săsească din Brașov

Tot în această perioadă, arhitectul Günther Schuller a studiat și a restabilit culoarea inițială pentru multe din clădirile Centrului istoric al Brașovului, precum și elemente de decorație medievală, iar în anul 1972 a propus reamenajarea Cetățuiei de pe Strajă ca motel și obiectiv turistic.
Ca urmare a Cutremurului din 4 martie 1977, Günther Schuller s-a dedicat reparării pagubelor provocate de seism, în special monumentelor istorice din Brașov, precum Casa Sfatului din Piața Sfatului, dar și din împrejurimile Brașovului (bisericile fortificate din Rotbav și Bod).
În paralel cu munca de arhitect, Günther Schuller a avut și o foarte activă activitate publicistică, în reviste din țară și din străinătate. Astfel, numai în 1975, Anul Internațional al Monumentelor Istorice din Europa, arhitectul brașovean a scris peste 20 de articole în care atrăgea atenția asupra lucrărilor de restaurare a monumentelor din țara noastră cât și asupra valorii deosebite a unor monumente de arhitectură ce se păstrează în România.
În anii 1970, Günther Schuller a petrecut mai multe săptămâni în arhive, documentându-se despre Brașovul secolului al XVI-lea, din timpul lui Honterus, realizând apoi o acuarelă „Brașovul în secolul al XVI-lea”, după care s-au realizat în jur de 30 000 de ilustrate, întregul beneficiu realizat fiind cedat pentru restaurarea Bisericii Negre. Această acuarelă-document, cu casele precis conturate cu tuș, este perfect controlabilă din punctul de vedere al respectării istoriei.
În anul 1983, Fundația Alfred Toepfer din Hamburg i-a acordat lui Günther Schuller Premiul Herder. Diploma primită cu această ocazie, datată în 4 mai 1983 la Viena, este scrisă de mână, în tuș și menționează că: „Opera lui de o viață a fost să țină tradiția unei moșteniri culturale de care el se simte puternic legat și prin activitatea sa a dat un loc corespunzător în aria Europei nenumăratelor bogății culturale ale României”.
Günther Schuller a murit din cauza efectelor târzii ale unei căzături la 14 iulie 1995 și a fost înmormântat în cimitirul Bisericii „Sfântul Martin” din Brașov.

### Principalele restaurări

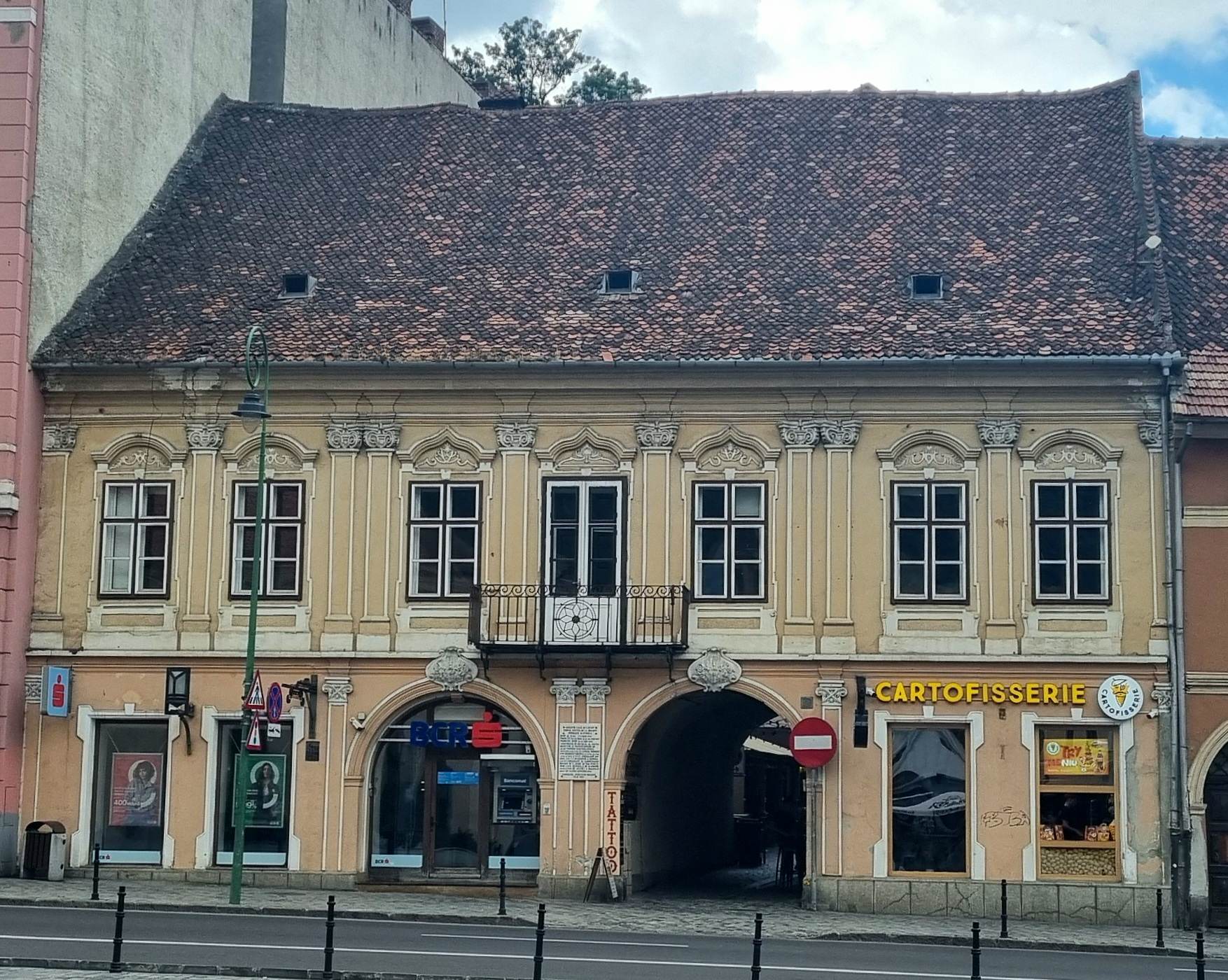
„Generalsquartier” (Casa Seuler) din Piața Sfatului
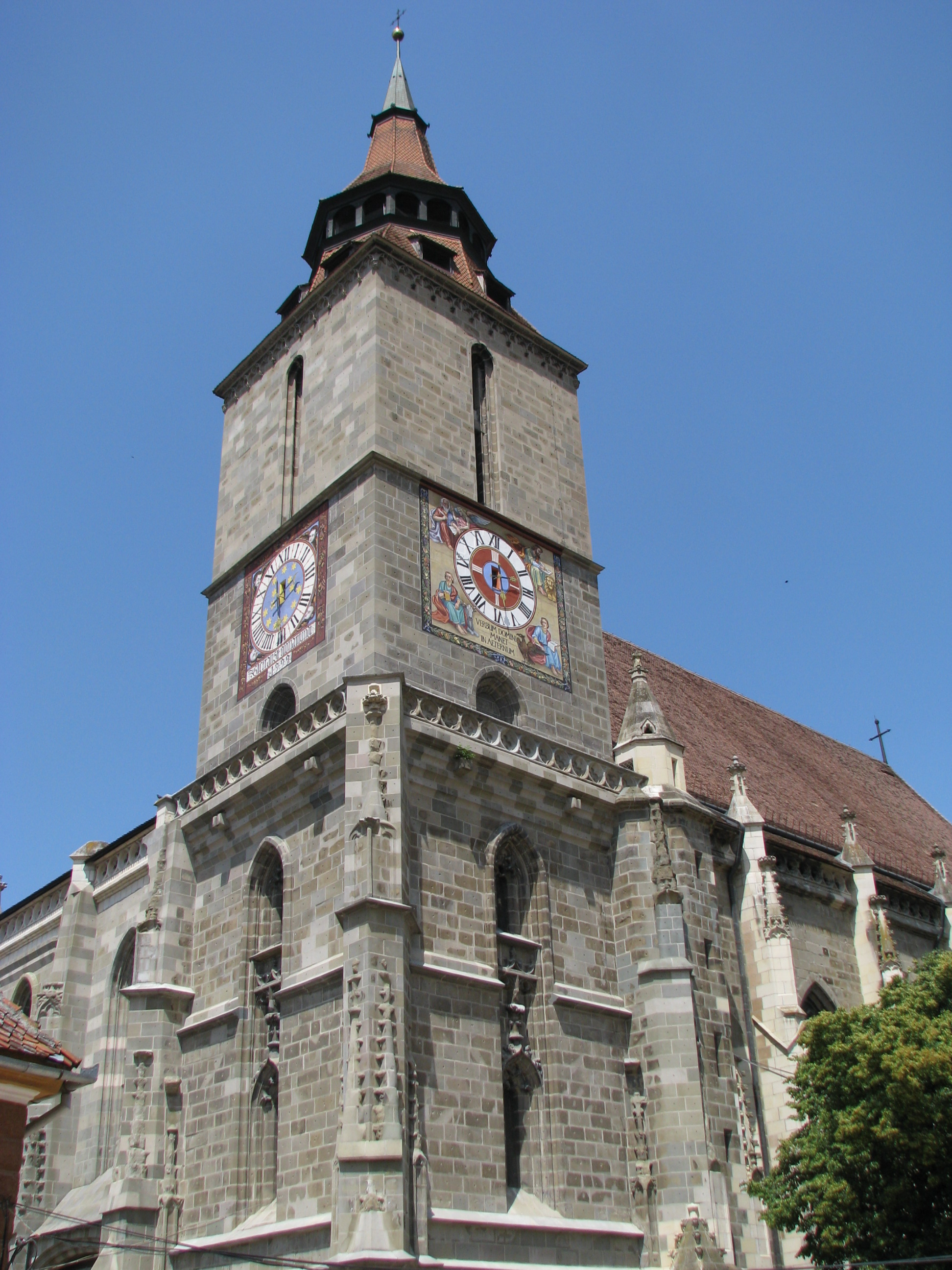
Biserica Neagră
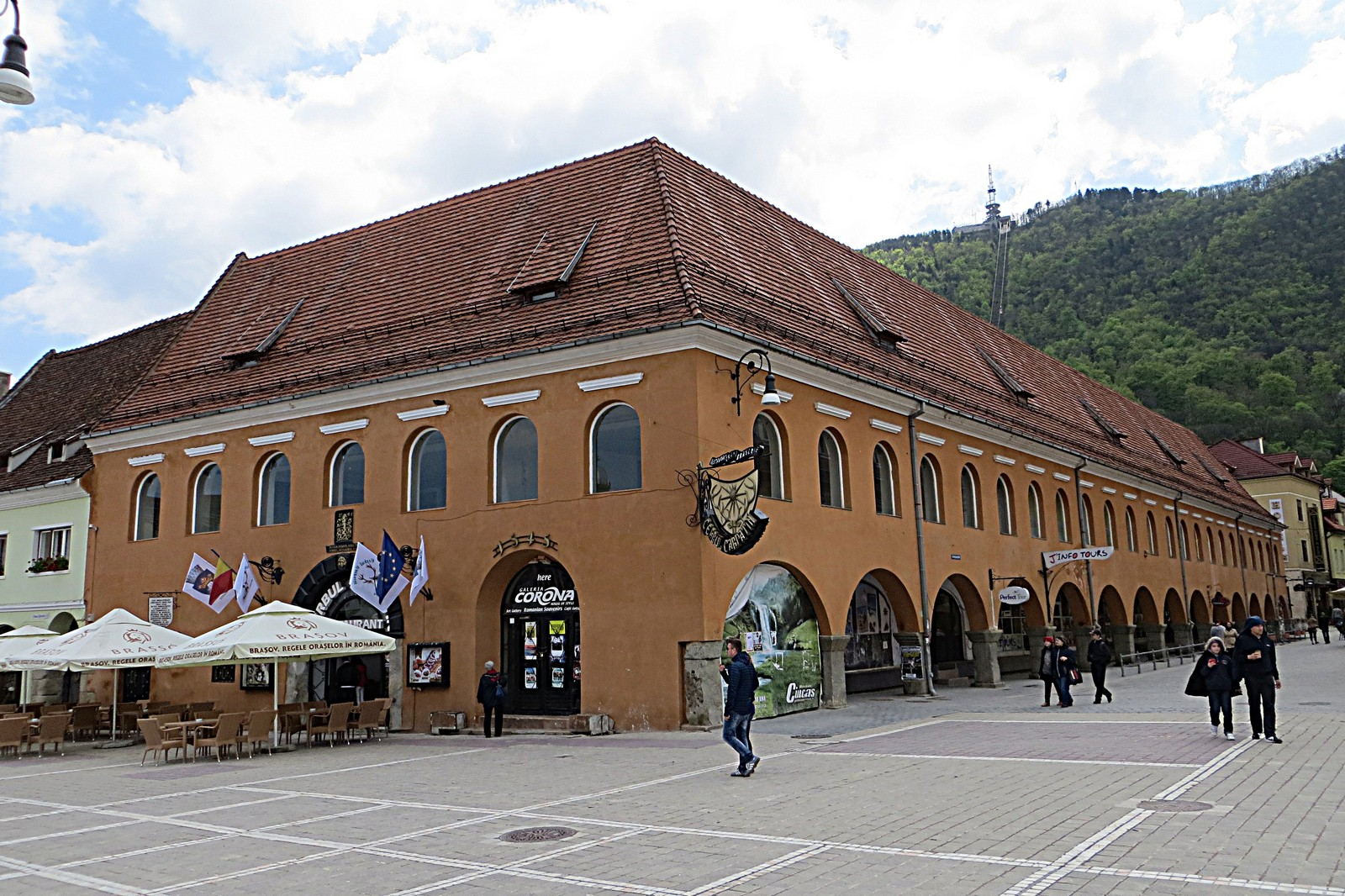
Casa Negustorilor
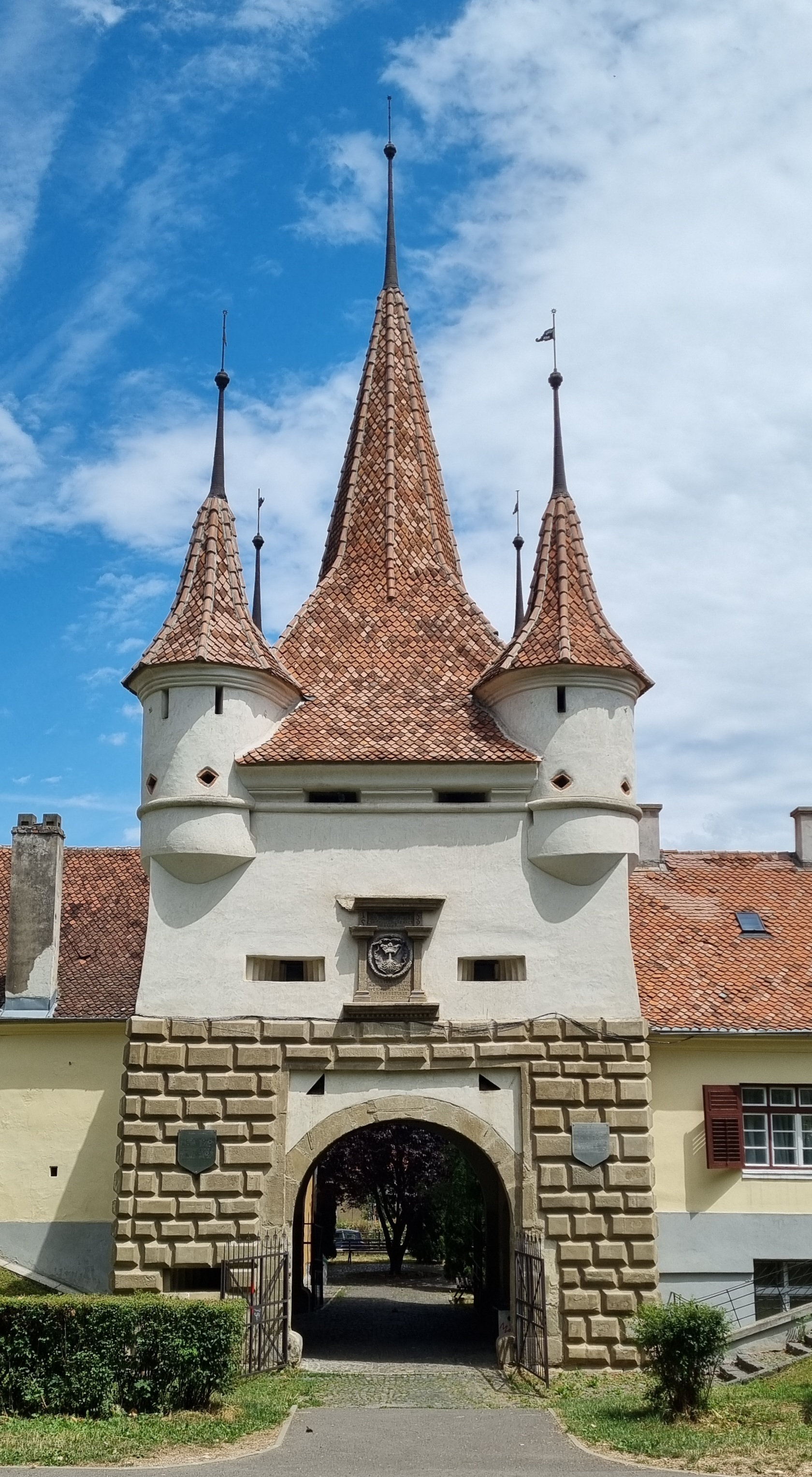
Poarta Ecaterinei
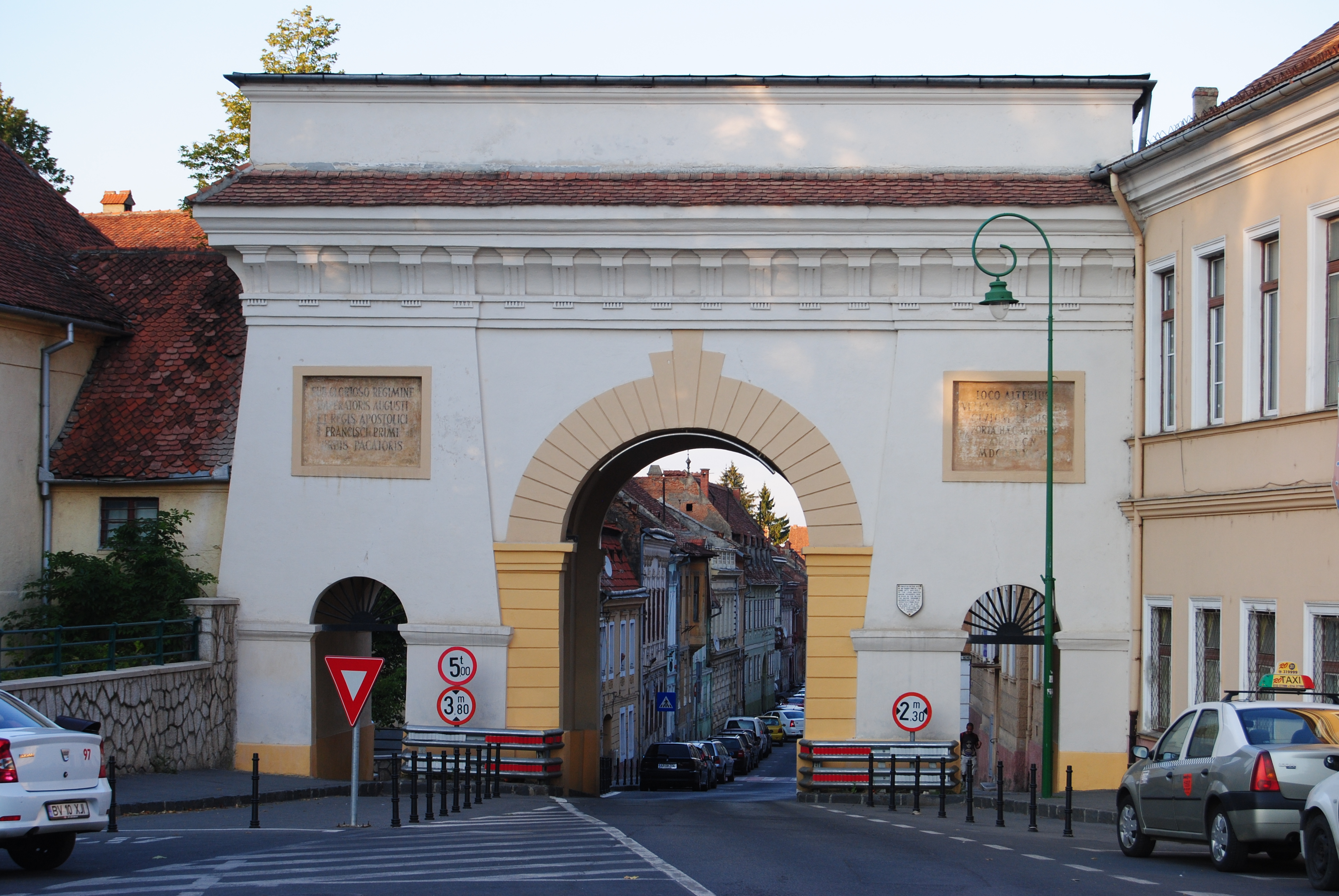
Poarta Șchei
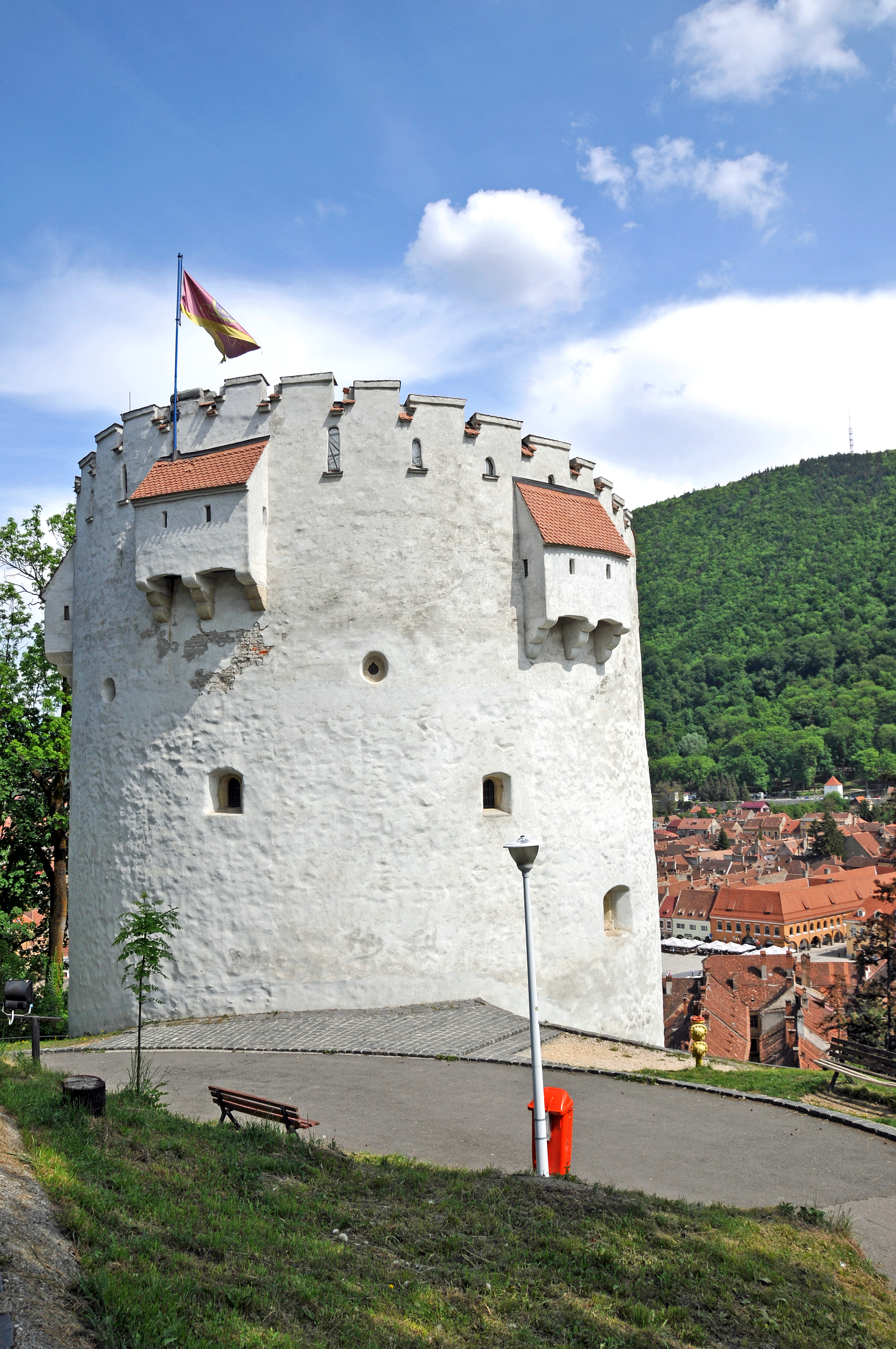
Turnul Alb
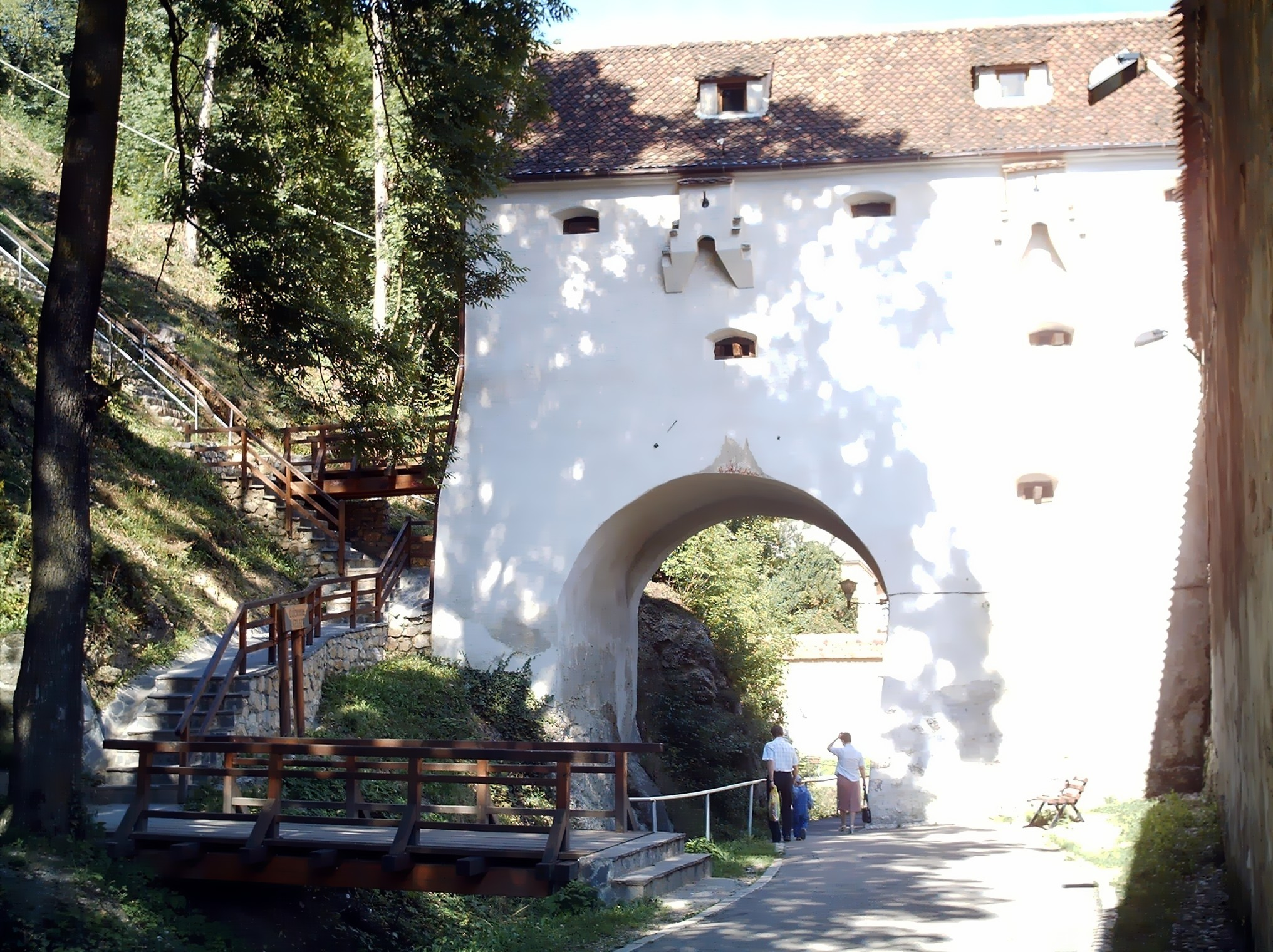
Bastionul Graft
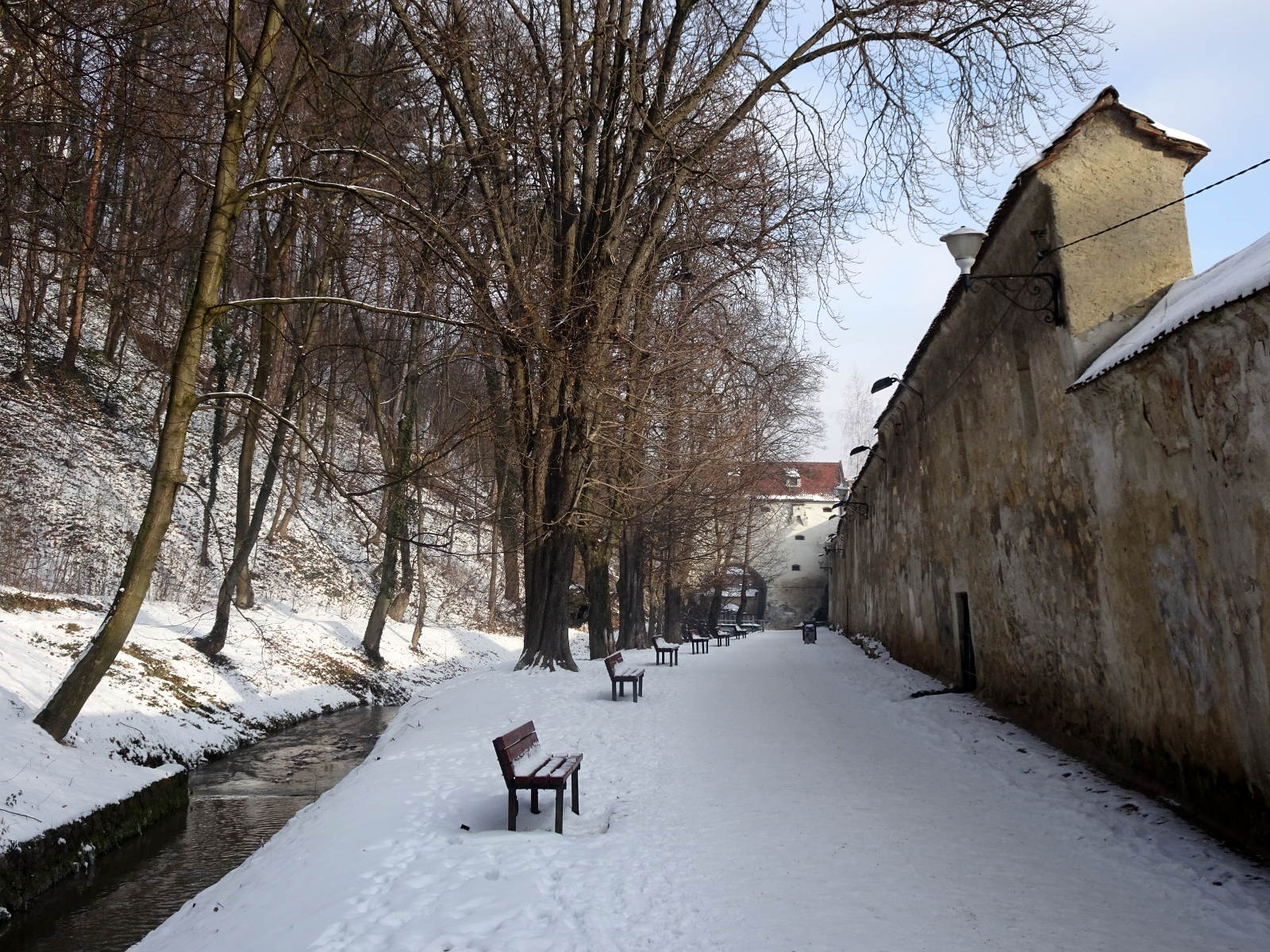
Aleea „După ziduri”
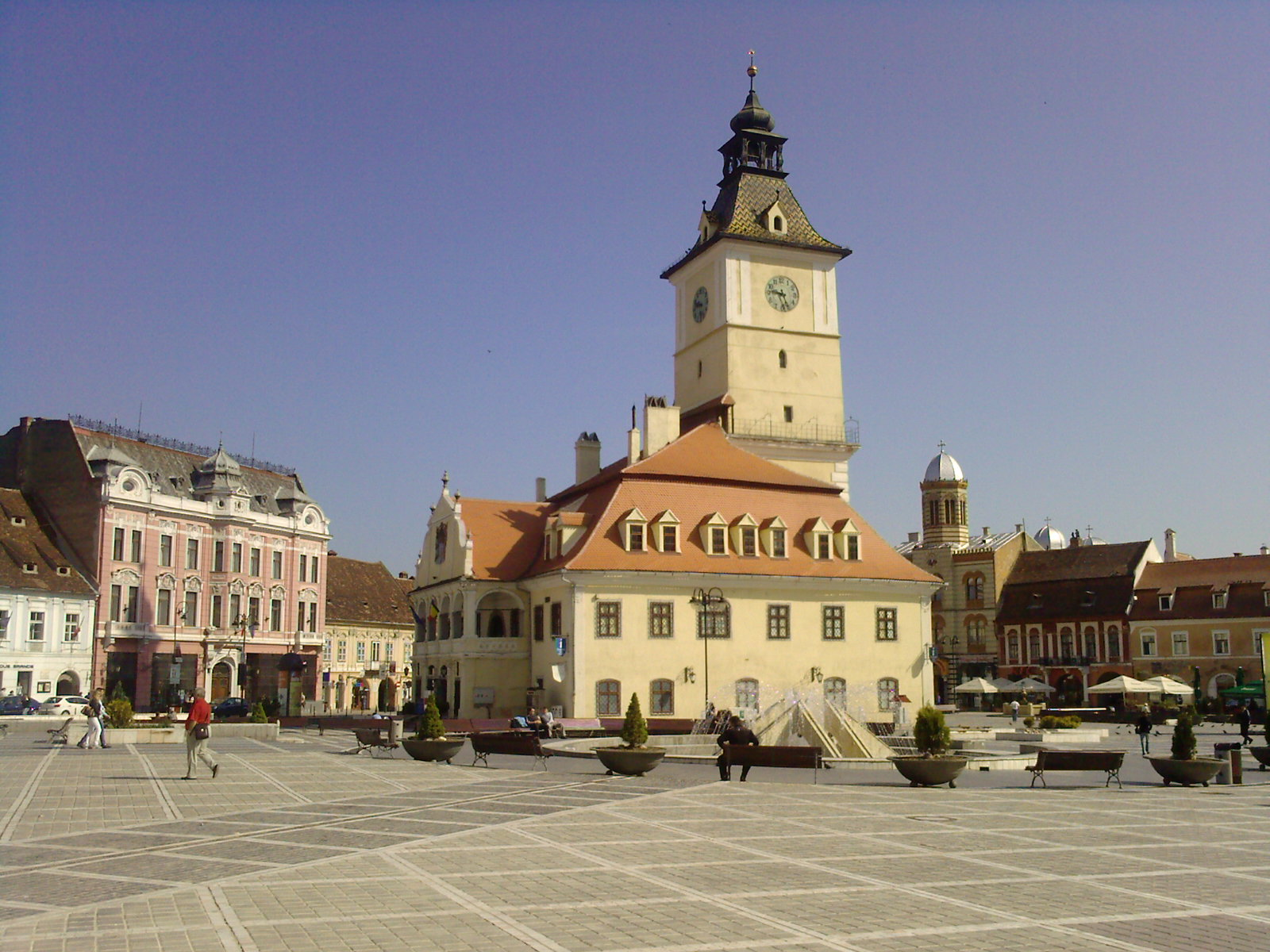
Casa Sfatului din Piața Sfatului